# Broń bojowa

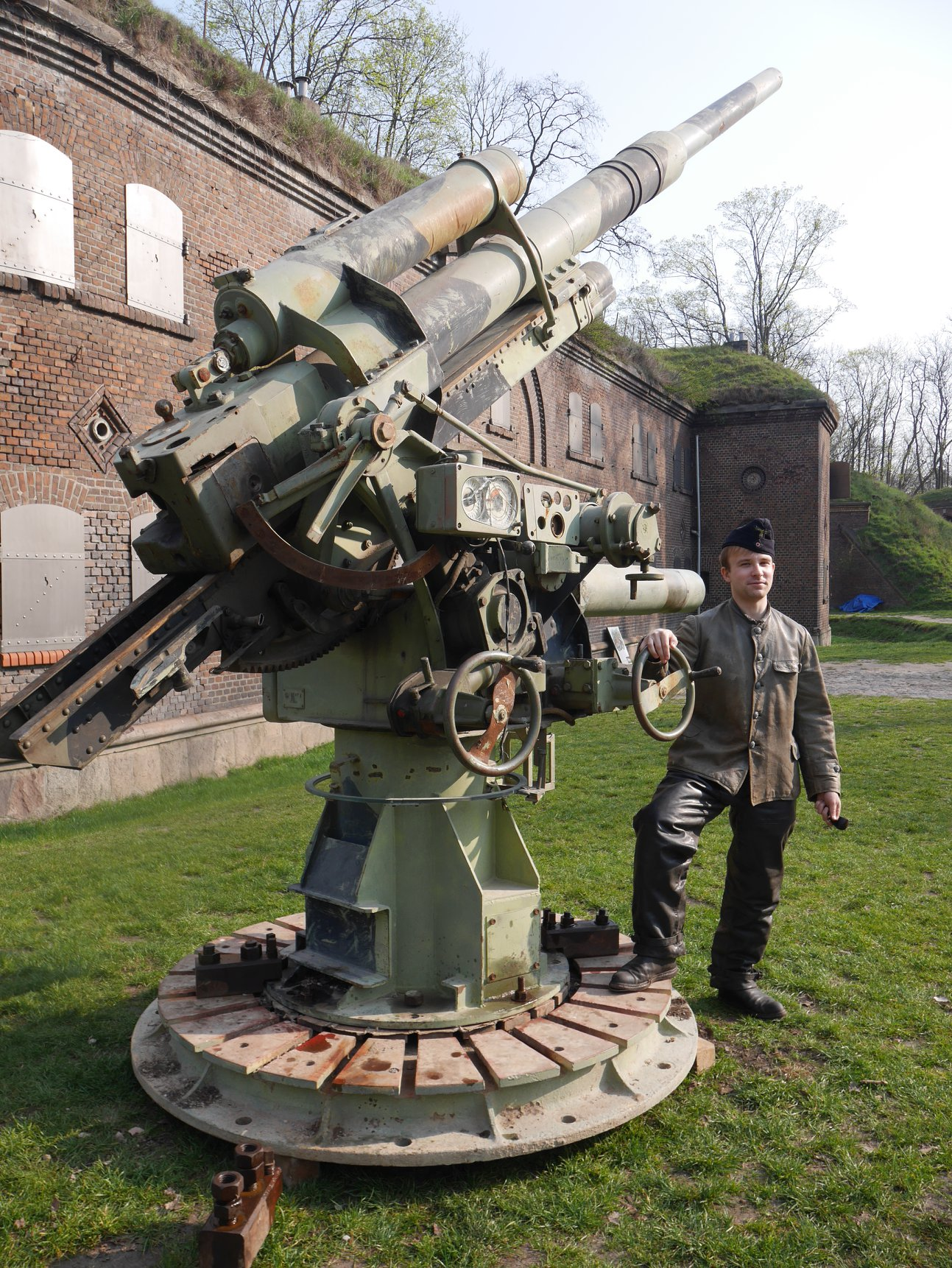
Broń bojowa

Broń bojowa – broń wojskowa przeznaczona do prowadzenia walki. Może to być broń biała, palna, rakietowa, jądrowa, chemiczna, biologiczna, itp. W przypadku zużycia lub powstania uszkodzeń niedających się usunąć jest wycofywana albo przekwalifikowywana na broń szkolną lub ćwiczebną.
W szerszym rozumieniu: 
- wszelkiego rodzaju broń mająca zastosowanie w boju, indywidualnym lub grupowym, nadająca się do prowadzenia walki z uzbrojonym przeciwnikiem,
- broń spełniająca odpowiednie wymogi techniczne, tj. zapewniająca skuteczność zarówno w ataku, jak i posiadająca odpowiednią odporność na ataki ze strony przeciwnika; wymogi te są historycznie zmienne, w zależności od rozwoju technologii wyrobu broni (stosowane materiały, sposób ich obróbki) oraz stosowanych technik walki.

W węższym rozumieniu:
- broń przeznaczona na wyposażenie regularnych oddziałów militarnych lub paramilitarnych; broń spełniająca ścisłe wymogi techniczne i taktyczne określone odpowiednimi regulaminami,
- broń stanowiąca etatowe uzbrojenie pojedynczych żołnierzy, pododdziałów, oddziałów i związków wojskowych oraz różnych pojazdów.